# Fédération Internationale de l'Art Photographique
La FIAP (Fédération Internationale de l'Art Photographique) è una federazione internazionale di fotografia, fondata a Berna (Svizzera) nel primo congresso fondativo nel giugno 1950. Hanno partecipato alla costituzione fin dal 1946 il Belgio, i Paesi Bassi, Italia, il Portogallo e la Svizzera. L'Italia ha ospitato il Congresso del Giubileo (25º) in Padova e ha dato un contributo sostanziale in molti campi, nelle figure di Gustavo Millozzi e dell'attuale presidente Riccardo BUSI. 
La FIAP associa le varie società o federazioni nazionali e ne indirizza l'attività internazionale per mezzo di una struttura direttiva a volontariato elettivo. Ha regolamenti e norme da rispettare per quanto riguarda l'organizzazione di concorsi internazionali e concessioni di distinzioni a chi si distingue per meriti fotografici.
In Italia la FIAP è rappresentata da un LIASON OFFICIER, nel 2022 di Simone SABATINI, attraverso la Federazione Italiana Associazioni Fotografiche.